# Родригес Феррейра, Нивалдо
Нива́лдо Родри́гес Ферре́йра (порт.-браз. Nivaldo Rodrigues Ferreira; род. 22 июня 1988, Иати, Пернамбуку), более известный как Нива́лдо (порт.-браз. Nivaldo) — бразильский футболист, нападающий

## Карьера
Нивалдо начинал играть в футбольных школах в Сан-Пауло, так же в 2003 и 2004 был учеником футбольной школы «Сао Бернардо до Кампо». В 2005 и 2006 играл за клуб «Лондрина», где один из местных тренеров заметил его и перевёл в юношескую команду «Коринтианс» в Сан-Пауло. Затем выступал за бразильские клубы «Жувентус», «Серра», «Вилавельенсе», «Кеймаденсе», «Бараунас» и «Алекрин».
В 2011 году перешёл в казахстанский «Атырау». Дебют состоялся в матче 7 тура против «Шахтера» (Караганда) (0:2). Нивалдо сыграл за сезон 2012 пять игр, не забил не одного гола. 1 июля 2012 года клуб разорвал контракт.
В августе 2012 года был на просмотре в российском клубе «Уфа», где сыграл за дубль на Кубке Башкортостана. Получил травму и пропустил год. В июле 2013 года подписал контракт с «Сибирью» из ФНЛ. Дебютировал в матче 11 тура против «Уфы» (3:0). По ходу сезона у новосибирского коллектива были финансовые проблемы и по окончании сезона 2013/14 с Нивалдо был расторгнут контракт по обоюдному согласию сторон.
1 июня 2014 года Нивалдо стал игроком «Луча-Энергии». Дебют состоялся в матче 3 тура ФНЛ против «Сокола». Дебютный гол забил в матче второго круга 19 тура против «Сокола».
25 августа 2016 года подписал контракт с «Енисеем». Дебютировал в матче 10 тура против «Тамбова». Покинул клуб уже зимой из-за малой игровой практики.
В феврале 2017 подписал контракт на один год с белорусским клубом «Гомель». Дебют состоялся в 1 туре против борисовского БАТЭ. 1 июля 2017 года было объявлено об уходе.
1 июля 2017 года перешёл в «Динамо-Брест». Дебютировал в матче 16 тура против «Минска» и забил гол уже на 11 минуте. Динамо Брест по итогам сезона финишировал на 4 месте и попал во 2 квалификационный раунд Лиги Европы.
С февраля по июнь 2018 года играл на правах аренды за «Локомотив» Ташкент на позиции нападающего.
В январе 2019 года вновь подписал контракт с клубом «Гомель».

## Личная жизнь
Женат на украинской теннисистке Анне Караваевой, есть сын Александр и дочь Софья.

## Достижение
«Динамо» Брест
- Кубок Белоруссии 2017

«Локомотив» Ташкент
- Чемпион Узбекистана 2018